# Cmentarz Braterski w Rydze

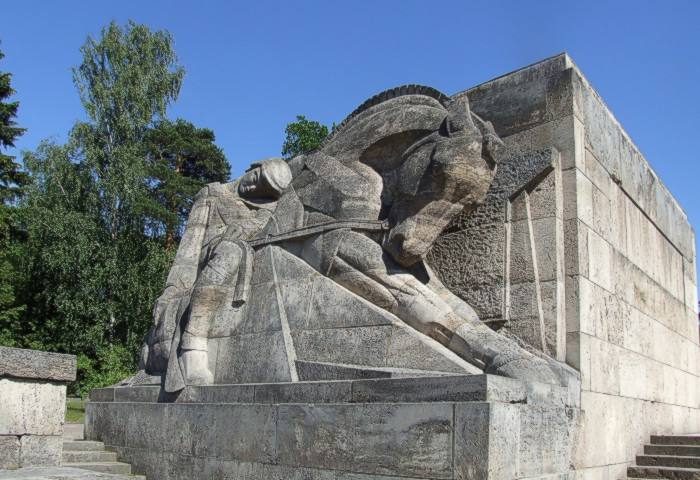
Fragment pomnika wojennego na Cmentarzu Braterskim w Rydze

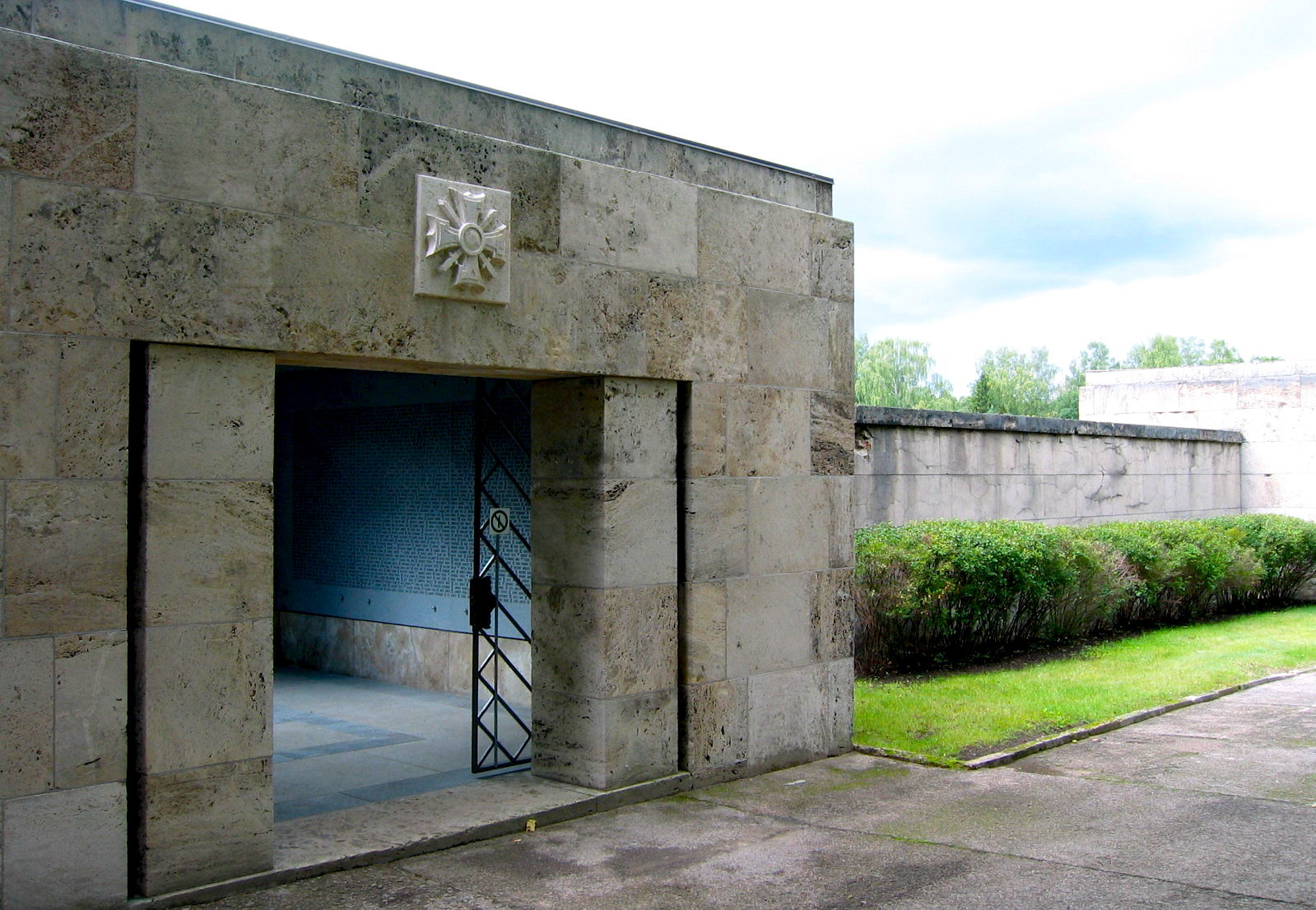
Kaplica Orderu Wojskowego Lāčplēsisa na Cmentarzu Braterskim w Rydze

Cmentarz Braterski w Rydze, zwany  też Cmentarzem Brackim (łot. Rīgas Brāļu kapi) – łotewski panteon narodowy, na którym spoczywają żołnierze polegli w czasie I wojny światowej oraz uczestnicy łotewskich walk o niepodległość (1918–1920). 

## Historia
Nekropolia jest główną częścią cmentarnego założenia Rygi, które rozciąga się na północny wschód od miasta i obejmuje również cmentarze: Leśny i Rainisa. Jej kształt został uformowany u progu niepodległości Łotwy przez głównego ogrodnika Rygi Georga Kuphaldta i jego ucznia Andrejsa Zeidaksa.  
Kamień węgielny pod budowę nekropolii położono 18 listopada 1924 w szóstą rocznicę uzyskania przez Łotwę niepodległości. Budowa cmentarza została ostatecznie ukończona w listopadzie 1936. 
Konkurs na zagospodarowanie artystyczne wygrał ryski rzeźbiarz Kārlis Zāle – autor m.in. Pomnika Wolności w Rydze. 
Na cmentarz prowadzi symboliczna brama. Po obu stronach osi głównej znajdują się lipy – w łotewskiej kulturze symbol kobiecości – którymi obsadzono alejki wiodące do gaiku złożonego z ponad setki dębów. Mają one symbolizować pierwiastek męski w kulturze. W środku gaiku pali się wieczny ogień. 
Do gaiku przylega kompleks 315 grobów żołnierzy poległych w latach 1915–1920 oraz mogiły 87 nieznanych. 
Pole grobowe jest otoczone symbolicznymi figurami oraz ścianami wapiennymi, które prowadzą do "łotewskiego muru" (Latvijas siena) ozdobionego reliefami wojennymi z herbami miast łotewskich, z których pochodzili zmarli. Opodal ściany znajdują się cztery figury żołnierzy z różnych regionów kraju: Inflant, Łatgalii, Kurlandii i Semigalii. 
Zakończenie cmentarnej kompozycji stanowi 10-metrowa statua autorstwa Zālego stojąca na 9-metrowym cokole "Matka z poległymi synami". 
W czasie I Republiki Łotewskiej byli tu chowani oficerowie młodego państwa. W 1942 spoczął tu na zawsze sam Zāle.
Po II wojnie światowej na cmentarzu chowano żołnierzy armii radzieckiej oraz sekretarzy partii komunistycznej, co spotykało się z niechęcią większości Łotyszy. 

## Literatura
- Vaidelotis Apsitis, Brālu kapi, Latvijas dabas un piemineklu aizsardzibas biedriba, Riga 1982